# Soni Pabla
Soni Pabla (29 de junio de 1976 en Bilaspur, Punyab - 14 de octubre de 2006 en Brampton, Canadá), fue un cantante y músico indio, que interpretaba canciones de Punjabi.

## Biografía
Soni Pabla (Tejpal Singh Saini Pabla) nació y se crio en un pueblo cerca de Bilaspur, Hoshiarpur, Punyab, India. Pertenecía a la comunidad de Sikh Saini en Punyab. Soni Pabla se trasladó a Toronto, Canadá, a mediados de los años 90. Estudió música con Rajinder Singh Raj y luego con Mahesh Malwani, además firmó un contrato de grabación con la empresa Planeta Recordz, un sello discográfico ede Canadá. Soni lanzó sus álbum debut titulado "Heeray Heeray" en 2002. En 2004, uno asoció con Sukshinder Shinda  para producir su segundo álbum titulado, "Gal Dil Di", bajo  registros. También ha sido uno de los invitados para participar en numerosos discos de diferentes productores. Su álbum "Eternity (Naseebo)" fue un homenaje a Soni por sus amigos y por el sello Recordz Planeta Después de su muerte. Este álbum incluye canciones nuevas, en la que Soni había elegido para su álbum. Algunas de sus canciones de este disco, participan también otros cantantes invitados de Punjabi.  Los fans lanzaron otro disco en a él  homenaje  She is the One - presentando-Ikky.

## Su muerte
Soni Pabla falleció a la edad de 30 años, mientras realizaba una representación teatral en Brampton, Ontario, Canadá el 14 de octubre de 2006. Después de interpretar unas cuantas canciones, Soni fue detrás del escenario para conseguir un vaso de agua, aunque el artista sufrió un colapso antes sus que bebiera. Los paramédicos trataron de reanimarlo, pero fue inútil y declarado muerto cuando fue trasladado de emergencia a un hospital. Había sufrido un ataque cardiaco al corazón (infarto de miocardio). El entierro de Soni Pabla, fue difundido por un programa de televisión de Asia Jee Aayan Nu, además las pantallas televisivas mostraron a su familia y amigos de luto.

## Discografía
- Heeray Heeray (2002)
- Gal Dil Di (2004)
- Dil Tera (2005)
- Eternity (Naseebo) (2005) Family-Friends Tributo
- She’s The One--ft.Ikky (2022)Fans Tributo

- Datos: Q7561675